# 霍爾諾斯塔伊夫卡 (海尼切斯克區)
霍爾諾斯塔伊夫卡（烏克蘭語：Горностаївка）是位於烏克蘭南部的村莊，由赫爾松州海尼切斯克區的新特罗伊茨凯市镇負責管轄。該村面積46.8平方公里，海拔高度32米，2001年人口603，人口密度每平方公里12.9人。